# 急流螈
急流螈科（學名Rhyacotritonidae）是有尾目下的一個科，其下只有一屬的急流螈屬（Rhyacotriton）。原先急流螈屬是分類在鈍口螈科，及後在陸巨螈科，而最後於1992年設立了自己的一個科。當中唯一的一個種，稱為Rhyacotriton olympicus亦同時因基因分析而分開為四個種。急流螈科生活於美國西部，如加利福尼亞州、奧勒岡州及華盛頓。
體型小，眼睛相對較大。腹面有許多小黑點。肺部退化。半水棲性。

## 種類
急流螈屬下有四個物種：
- 瀑布急流螈 (Rhyacotriton cascadae)
- 哥伦比亚急流螈 (Rhyacotriton kezeri)
- 奥林匹亚急流螈 (Rhyacotriton olympicus)
- 南部急流螈 (Rhyacotriton variegatus)